# Restoration (EP)
Restoration es un EP de la banda de metal progresivo británica Haken que fue lanzado del 27 de octubre de 2014 con la discográfica InsideOut Music. Es el primer lanzamiento de la banda en el que participa Conner Green y el segundo con el productor Jens Bogren, que hizo su trabajo en el estudio de grabación Fascination Street Studios.

## Trasfondo y grabación
El EP fue anunciado el 8 de septiembre de 2014 a través de la página oficial de Facebook de Haken. Las tres canciones de Restoration son canciones reelaboradas de su demo Enter the 5th Dimension. Acerca de la opción de reelaborar antiguas canciones, el guitarrista de la banda, Charlie Griffiths comentó: 

Simplemente volver a grabar los demos se hubiera sentido musicalmente redundante y deshonesto, pues tres de nosotros [el tecladista Diego Tejeida; el bajista Green y el mismo Griffiths] no participaron en las grabaciones originales. El sonido de la banda ha evolucionado considerablemente en los últimos años, por lo que utilizamos los demos como un punto de partida y nos dimos rienda suelta a nosotros mismos (sic) para reinventar las canciones y adecuarlas a lo que somos ahora. Las de ahora son versiones definitivas y no podríamos estar mas contentos con el resultado.
Charlie Griffiths

La canción final Crystallised—la cual está basada en la canción Snow—tiene una duración de 19 minutos y presenta invitaciones especiales, la del guitarrista Pete Rinaldi de Headspace, y el baterista Mike Portnoy de The Winery Dogs, Flying Colors, y antiguamente de Adreline Mob y Dream Theater. En un principio, la banda dijo que este último no cantaría ni tocaría la batería.
Sobre la actuación de Portnoy en Restoration, el baterista de Haken, Raymond Hearne, comentó:

Mike Portnoy ha sido muy generoso al apoyar a la banda desde que lanzamos The Mountain el año pasado. Como si el hombre no estuviera lo suficientemente ocupado, se nos ocurrió que sería estupendo tener una participación especial de él (por divertirnos un poco), y es halagador estar ahora en el escenario donde un músico del calibre de Mike Portnoy está dispuesto a involucrarse con seis tipos que han sido siempre grandes admiradores de su música.
Raymond Hearne

Luego, la banda promocionó un concurso en el que se invitaba a la gente a que adivinara qué tocó Portnoy en la canción. Anunciaron al ganador y revelaron que Portnoy tocó el gong unos segundos antes que la canción finalizara.
El 24 de septiembre, Haken lanzó un video musical de la canción Darkest Light, en el que se puede ver a la banda interpretándola en un sala de ensayo. Esta canción está basada en el tema Blind, la cual originalmente tenía una duración de 11 minutos con 40 segundos. Según Hearne, la banda se las arregló para producir una versión con la mitad de duración, después de sacar "toda la grasa de más". Ambas canciones representan el primer tema de sus respectivos lanzamientos.
La canción Earthlings está basanda en el tema Black Seed.

## Lista de canciones
Toda la música fue compuesta por Haken

| Edición estándar |                 |                                             |          |  |
| N.º              | Título          | Letras                                      | Duración |  |
| 1.               | «Darkest Light» | Ross Jennings                               | 6:44     |  |
| 2.               | «Earthlings»    | Raymond Hearne                              | 7:52     |  |
| 3.               | «Crystallised»  | Hearne, Charlie Griffiths, Richard Henshall | 19:23    |  |
| 33:58            |                 |                                             |          |  |

## Personal
| Haken - Ross Jennings – voz principal - Richard Henshall – guitarras, teclados - Charlie Griffiths – guitarras, - Conner Green – bajo, - Diego Tejeida – teclados, diseño de sonido - Raymond Hearne – batería, coros | Músicos adicionales - Mike Portnoy - gong en "Crystallised" - Pete Rinaldi - guitarra acústica en "Crystallised" | Producción y diseño - Anthony Leung – grabación (batería) - Jerry Guidroz - grabación (gong) - Jens Bogren – mezcla, masterización - Blacklake – ilustraciones, diseño gráfico |